# Vikingeskib
 Der er for få eller ingen kildehenvisninger i denne artikel, hvilket er et problem. Du kan hjælpe ved at angive troværdige kilder til de påstande, som fremføres i artiklen.

Vikingeskib er en samlet betegnelse for alle de skibstyper, som vikingerne byggede og anvendte i vikingetiden. Skibstyperne var afhængige af, hvad fartøjerne skulle bruges til, men generelt var de aflange, smalle og fleksible skibe med symmetriske ender og en gennemgående køl. De var klinkbygget (plankerne overlappede hinanden), og de blev naglet sammen. Nogle har haft et dragehoved eller et cirkulært objekt ved boven og stævnen, selv om dette kun er udledt af skrevne kilder. Vikingeskibene var ikke nødvendigvis kun til krigsbrug, men også til handel over store afstande, opdagelserejser og kolonisering.
Vikingeskibe deles i to kategorier: handelsskibe og krigsskibe. De overlapper dog hinanden, da nogle typer handelsskibe, der var specifikt fremstillet til at transportere varer, også blev anvendt til vikingetogter. Størstedelen af vikingeskibene var beregnet til at sejle på floder, fjorde og kystnært farvand, men nogle som knarrer kunne også sejle på åbent havn. Vikingerne brugte deres skibe i Østersøen og i farvandene omkring Island, Færøerne, Grønland, Newfoundland (Vinland), Middelhavet, Sortehavet samt Afrika.

## Udvikling
Skibet har været en central del af den skandinaviske kultur i årtusinder, hvor det har tjent både praktiske og religiøse formål, og dets vigtighed var dybt forankret i kulturen, da vikingetiden begyndte. Skandinavien er et område med høje bjerge og fjelde, store skove og nem adgang til mange naturlige havne. Handel foregik primært over vand, da transport over land både var farligt og besværligt. Mange helleristninger fra stenalderen og særligt nordisk bronzealder viser skibe i forskellige situationer, og værdifulde skibe blev ofret som en del af ofringsceremonier siden slutning af nordisk jernalder, som det kan ses med Hjortspringsbåden og Nydambåden.
Vikingernes kongeriger udviklede kystbyer, der alle var dybt afhængige af Nordsøen og Østersøen for overlevelse og udvikling. Kontrol af vandvejene var meget vigtig, og derfor var gode krigsskibe i høj kurs. Skibe blev grundpillerne i vikingernes religion, da de udviklede sig til symboler for magt og kunnen. Mod slutningen af det første årtusinde blev store vikingehøvdinger og adelige begravet med intakte og luksuriøse skibe, der kunne bringe dem til livet efter døden. Mønter fra Hedeby, der er blandt de tidligste mønter i Danmark, har afbildninger af skibe. Det viser betydningen af disse fartøjer i dette område. Via den kulturelle og praktiske vigtighed blev vikingeskibet det mest magtfulde og avancerede skib i vikingetidens Europa.

## Typer

### Færing
En færing er en åben robåd med to sæt årer. Den er almindelig blandt de fleste bådbyggertraditioner i det vestlige og nordlige Skandinavien, og den dateres tilbage til vikingetiden.

### Knarr
Knarr er skibe, der blev bygget til rejser på Atlanterhavet. Det var et transportskib med en gennemsnitslængde på 16 m og en bredde på omkring 4 m. Skroget kunne tage op mod 120 tons last. Den samlede forskydning var 50 tons. Skibene er kortere end langskibe af gokstadtypen, men var mere solide, og de brugte primært vind som drivkraft. Årer blev kun brugt ved manøvrer i havne og lignende, og hvis vinden lagde sig. Af samme årsag blev knarrer brugt til rejser over åbent hav. De kunne sejle op mod 120 km i døgnet og havde en besætning på 20-30 mand. De blev brugt til at krydse Atlanterhavet, og de bragte husdyr og varer til og fra Grønland og de nordamerikanske øer. Knarren havde indflydelse på koggen, som blev brugt i Østersøen af Hansaen.

### Langskib
Langskibe var fartøjer, der blev fremstillet og anvendt af vikingerne fra Skandinavien og Island til handel, opdagelsesrejser, plyndringstogter og krigsfærd. Langskibet udviklede sig over mange år. Det begyndte i stenalderen med opfindelsen af konebåden og forsatte op til slutningen af 800 e.Kr. med Nydambåden og Kvalsundskibet. Langskibet optrådte i sin færdige form mellem 800- og 1200-tallet. Udformningen og udseendet af disse skibe har påvirket skandinaviske bådebyggetradition frem til i dag. Gennemsnitshastigheden for vikingeskibe lå i omegnen af 5-10 knob, og den maksimale hastighed for et langskib var omkring 15 knob under gode betingelser.

Langskibet er karakteriseret ved sit yndefulde, lange smalle og lette udseende. Det blev fremstillet i træ med lav køl, så det kunne opnå stor hastighed. Samtidig gjorde den lave køl det muligt at navigere i ganske lavt vand, og man kunne gå i land direkte på strandene. Den lave vægt gjorde det muligt at transportere det over land fra flod til flod. Langskibene havde to identiske ender, hvilket betød, at man kunne sejle i modsat retning uden nødvendigvis at skulle vende hele skibet. Dette var særlig brugbart højt mod nord, hvor isbjerge og havis kunne gøre rejsen farlig. Langskibe var udstyret med årer i det meste af skibets længde. Senere versioner havde en enkelt mast med et stort rektangulært sejl. Sejlet kunne give yderligere fremdrift eller erstatte roerne på længere rejser.
Langskibe kan inddeles i forskellige typer efter størrelse og konstruktion. Den mest almindelige måde at klassificere dem på er ved antallet af årer eller pladser til roere. Typerne går fra karver med 13 roerbænke til busser, hvor man estimerer, der har været plads til 34 personer.
Langskibe var indbegrebet af Skandinaviens magt til havs i vikingetiden, og de var højt værdsatte. De blev ofte ejet af bønder nær havet og hyret af kongerne til at opbygge en stor flåde. Men langskibe bliver hovedsageligt brugt til transport af krigere under konflikter og ikke som egentlige krigsskibe. I 900-tallet blev skibene nogle gange bundet sammen under søslag for at skabe en platform for infanteri. Langskibe blev kaldt drageskibe (drakushiffen) af frankerne, fordi de ofte havde en drageformet stævn.

#### Karve
Karven var et lille langskib med et bredt skrog, der minder om knarr-skibene. De blev brugt både til krig og til transport af mennesker, varer og husdyr. De kunne navigere på meget lavt vand, og de blev ofte brugt langs kysterne. Karver havde en bredde på omkring 5 m.

### Andre typer
- Busse: Langskib med stor lasteevne og et stort mandskab.
- Byrding: Et fragtskib som ligner knarren, men gerne er mindre, tykkere og har højere fribord.
- Sesse: Ikke en bådtype, men en benævnelse, som angiver antallet sæder eller bænke ombord i en roet båd.
- Skarfi (omkring 20 m)
- Skeid: Stort langskib på 20 til 35 m, sandsynligvis med lavere fribord end busserne.
- Snekke: Kan have været en fællesbetegnelse på forskellige typer skibe i de nordeuropæiske farvande omkring Skandinavien.
- Sud: En benævnelse som dukker op i navnet på nogle store langskibe i 1100-tallet.

## Skibskonstruktion
Vikingeskibe adskilte sig fra andre skibe fra denne periode ved at være lettere og mere sødygtige. Det blev nået ved en klinkbygningskonstruktion. Plankerne, som blev brugt til vikingeskibene, blev flækket fra store gamle træer - primært egetræer – som sikrede, at fibrene var ubrudte i hele plankens længde. Det gjorde dem stærkere, end hvis de var savet. Et skibsskrog kunne blive helt ned til 2,5 cm tyndt, fordi plankerne var så stærke.
Fra løken blev plankerne nittet sammen med smedejernsnitter. Ribber på tværs i skroget sikrede formen. Hver planke overlappede den nedenunder, og kalfatring i sprækkerne gjorde skibene tætte.
Der kunne fremstilles forbløffende store skibe med denne teknik. Vikingeskibe med plads til op mod 100 krigere var ikke ualmindelige.
I begyndelsen af vikingetiden blev årehuller i rælingen erstattet af åreholdere på rælingen. Det gjorde det muligt at tage årene ud og lægge dem på skibet, mens det sejlede for sejl. Det gav samtidig en bedre vinkel til roning. De største skibe kunne sejle med 5-6 knob for årer og 10 knob for sejl.

## Navigation
Med den teknologiske udvikling begyndte vikingerne at drage på flere og længere rejser over åbent hav. For at finde vej over store afstande var vikingerne nødt til at navigere præcist. Skibets kaptajn har hovedsageligt trukket på traditionel viden. De brugte viden om tidevand, årstiden og landemærker til at navigere efter. For eksempel har synet af en hval hjulpet vikingerne med at afgøre skibets placering, da hvaler lever i næringsrige områder, hvor landmasser sender dybtliggende havstrømme mod lavere områder, så synet af en hval har været tegn på, at land var nær.

## Solkompas
Andre forskere mener, at vikingerne også udviklede mere avancerede hjælpemidler til at navigere efter, heriblandt solkompas: En halv cirkelskive i træ fundet ved Narsarsuaq på Grønland syntes i første omgang at støtte denne hypotese. Yderligere undersøgelser afslørede, at der var varierende afstande mellem ridserne i skiven, og at den ikke har kunnet fungere som et nøjagtigt kompas. Der er i stedet blevet foreslået, at det var en "bekendelsesskive", der blev brugt af præster til at tælle antallet af bekendelser i sognet.

## Solsten
Ligeledes har forskere og historikere diskuteret brugen af solsten til vikingernes navigation. En solsten er i stand til at polarisere lys, og der er derfor en muligt at afgøre en retning. Ved at vise, hvilken retning lysbølgerne oscillerer, kan solstenen vise solens placering, selv når der er overskyet. Stenen ændrer farve baseret af retningen på lysbølgerne, men kun når den holdes i et område med direkte sollys. Således har mange forskere debatteret pålideligheden af solsten til at navigere efter, da den kun kan bruges i visse situationer.
Sagaerne beretter i flere tilfælde om rejser, hvor vikingerne var "hafvilla" (forvirrede) — rejser som blev ramt af tåge eller dårligt vejr, hvor de fuldstændigt mistede retningsfornemmelsen. Denne beskrivelse indikerer, at de ikke brugte solsten, når solen var dækket. Der kunne også opstå forvirring, når vinden lagde sig, hvilket indikerer, at vikingerne brugte fremherskende vinde til at navigere efter, som det også må antages, hvis deres evner til at navigere hovedsageligt var baseret på traditionel viden om havstrømme og vinde.

## Kultur og traditioner
Et af vikingernes ritualer var at begrave deres døde høvding ombord på hans skib. Liget blev placeret på skibet, iklædt de bedste klæder og med de mest værdifulde ejendele: hest, en trofast jagthund og i flere tilfælde også trælle og lignende hushold, som blev ofret og begravet med den afdøde. Vikingerne troede på, at den døde herefter ville sejle til efterlivet. Et eksempel på en skibsbegravelse blev udgravet nær Ladby på Fyn, hvor man i en gravhøj fandt Ladbyskibet i 1937. Hedeby skibsgrav er et andet eksempel på en skibsbegravelse, hvor man i 1908 fandt en langskib og tre grave i en gravhøj.
Skibsbegravelse er en gammel tradition i Skandinavien, der strækker sig tilbage til nordisk jernalder, hvilket også ses ved Hjortspringsbåden (400-300 f.Kr.) og Nydambåden (200-450 e.Kr.). Skibe og vandområder som moser har haft rituel betydning i den nordiske kultur siden nordisk bronzealder.

## Kendte vikingeskibe

### Bevarede skibe
Der er blevet gjort fund af flere bevarede vikingeskibe igennem tiden, men kun ganske få har været intakte nok til at bestemme typen, og konservere dem. Blandt de konserverede og udstillede skibe er de mest notable:
- Gokstadskibet
- Osebergskibet
- Tuneskibet
- Skuldelevskibene
  - Skuldelev 1
  - Skuldelev 2
  - Skuldelev 3
  - Skuldelev 5
  - Skuldelev 6

Derudover er der fundet en række andre skibe, heriblandt:
- Alt-Arksum-skibet
- Hasnæsskibet
- Klåstadskibet
- Kvalsundskibet
- Myklebustskibet
- Hedeby 1
- Roskilde 6

### Skibe i litteraturen
De nordiske sagaer nævnes flere vikingeskibe ved navn. Følgende er et udvalg:
- Ormen skramme eller Ormen korte (Raud den rame, bygget ca. 990)
- Ormen lange (Olav Tryggvason, bygget ca. 996)
- Visund (Hellig Olav, bygget i 1020-årene)
- Ormen (Harald Hardråde, bygget ca. 1060)

## Rekonstruktioner
Rekonstruktioner af vikingeskibe er en af de mere almindelige typer af skibsrekonstruktioner. Viking, der er den første rekonstruktion af et vikingeskib, blev bygget på Rødsverven skibsværft i Sandefjord, Norge. I 1893 sejlede det tværs over Atlanterhavet til Chicago for at deltage i World's Columbian Exposition. Et stort antal moderne rekonstruktioner af vikingeskibe findes i dag i Nordeuropa og Nordamerika. Særligt Vikingeskibsmuseet i Roskilde har fremstillet mange rekonstruktioner på baggrund af skuldelevskibene, som er udstillet på museet. Flere af disse, heriblandt det mest berømte kaldet Havhingsten fra Glendalough, ligger i museets havn. Museet har også hjulpet med flere andre rekonstruktioner.